# Prvenstvo Hrvatske u curlingu 2007.
Prvenstvo Hrvatske u curlingu 2007. je bilo drugo prvenstvo Hrvatske u ovom športu. 
Održalo se u opet u Mađarskoj, u Budimpešti.
Natjecateljski sustav je bio dvokružni ligaški sustav, svatko sa svakim.
Prvi dio prvenstva se održao 21. i 22. travnja, a drugi 5. i 6. svibnja 2007.
Ovo prvenstvo je bilo drugo prvenstvo koje je organizirao Hrvatski curling savez.
Sudjelovale su tri postave, postave CC Zagreb, CK Vis i CK HPB-Čudnovati čunjaš.
Konačni poredak:

1. Zapruđe

2. Vis

3. Čudnovati čunjaš
Osvajanjem prvenstva, curlingaši Zagreba su izborili pravo sudjelovanja na europskom prvenstvu u Füsenu koje se održalo u prosincu iste godine. 

### Ženska konkurencija
Natjecale su se djevojčadi Zapruđa i novoosnovanog Crolinga.
1. Zapruđe

2. Croling
Osvajanjem prvenstva, curlingašice Zapruđa su izborile pravo sudjelovanja na europskom prvenstvu u Füsenu koje se održalo u prosincu iste godine. 

## Vanjske poveznice
- Hrvatski curling savez  Arhivirana inačica izvorne stranice od 23. srpnja 2007. (Wayback Machine)